# 라뷔르방슈
라뷔르방슈 (La Burbanche)는 프랑스 오베르뉴론알프 앵주의 코뮌이다.

## 지리
라뷔르방슈는 계곡에 위치한 조그만 마을로, 그 주변은 급경사면으로 된 돌밭이다. 총 다섯 개의 마을로 구성되어 있는데 나머지 네 마을은 레조피토, 라그랑주데프레, 르그랑타르, 르페제타르이다. 총면적은 1,082헥타르이며 마을 근처의 오피토 호로 유명하다. 계곡면에는 원래 포도밭으로 뒤덮여 있었지만 지금은 회양목이 심어져 있다.

## 인구
| 연도 | 인구 | ±%    |
| ---- | ---- | ----- |
| 2004 | 63   | —     |
| 2006 | 63   | +0.0% |
| 2007 | 65   | +3.2% |
| 2008 | 68   | +4.6% |
| 2009 | 70   | +2.9% |
| 2010 | 72   | +2.9% |
| 2011 | 74   | +2.8% |
| 2012 | 73   | −1.4% |
| 2013 | 72   | −1.4% |
| 2014 | 71   | −1.4% |
| 2015 | 71   | +0.0% |
| 2016 | 71   | +0.0% |

## 명소
- 라뷔르방슈 라농시아시옹 교회 - 성모 마리아와 아기 예수상이 있으며 15세기에 지어졌다.[1][2]
- 오피토 호수

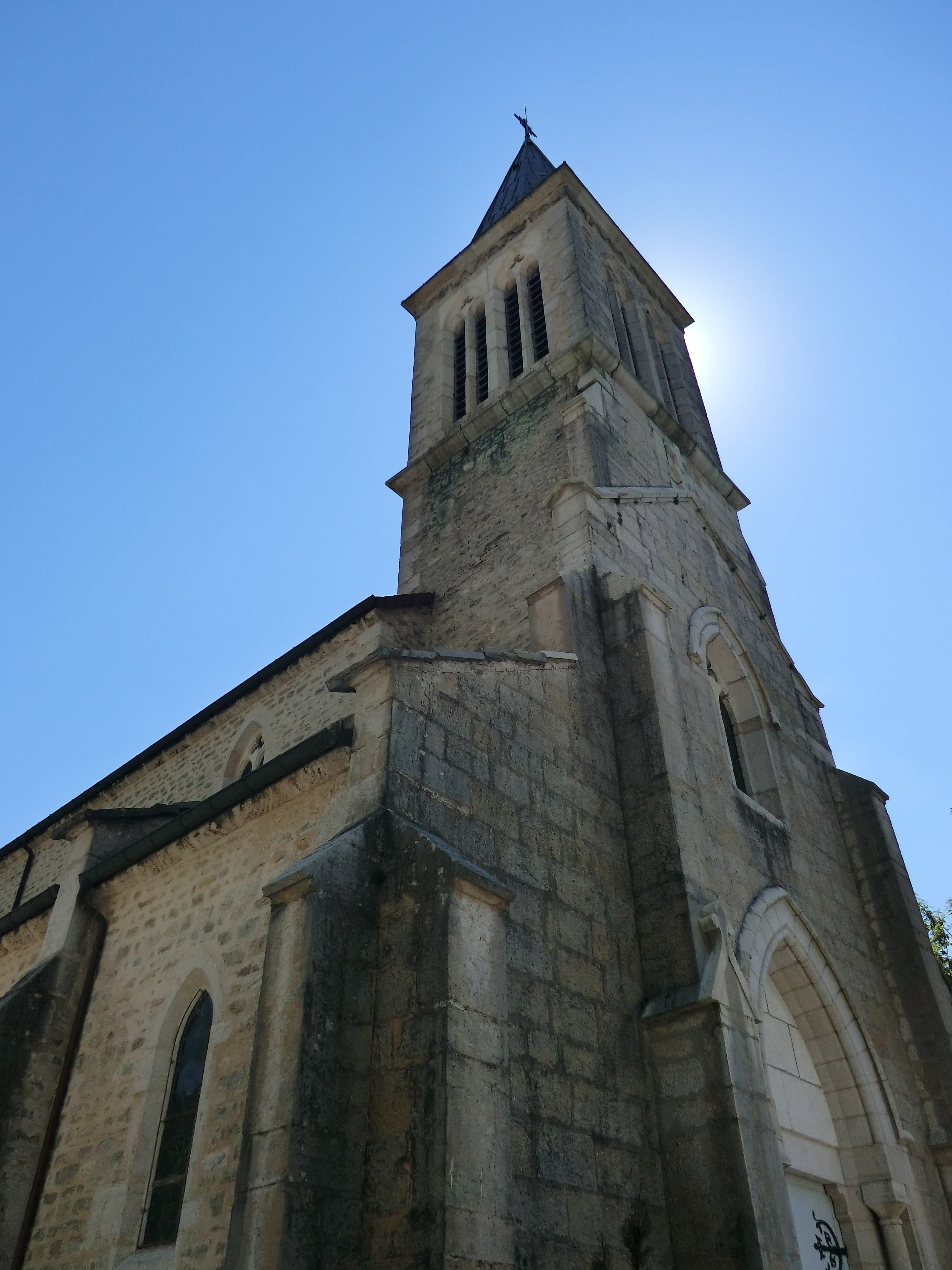
라뷔르방슈 라농시아시옹 교회
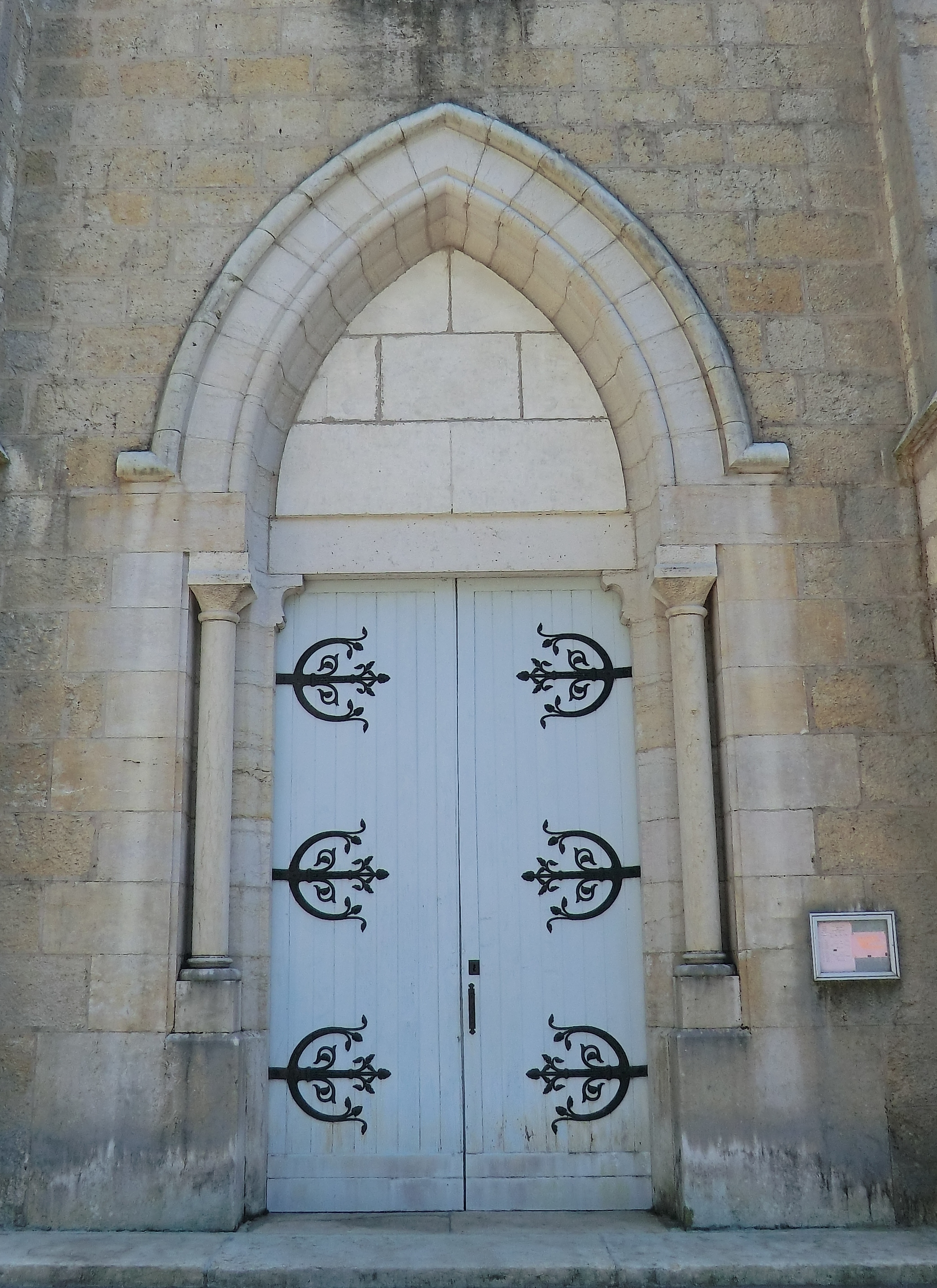
교회 입구
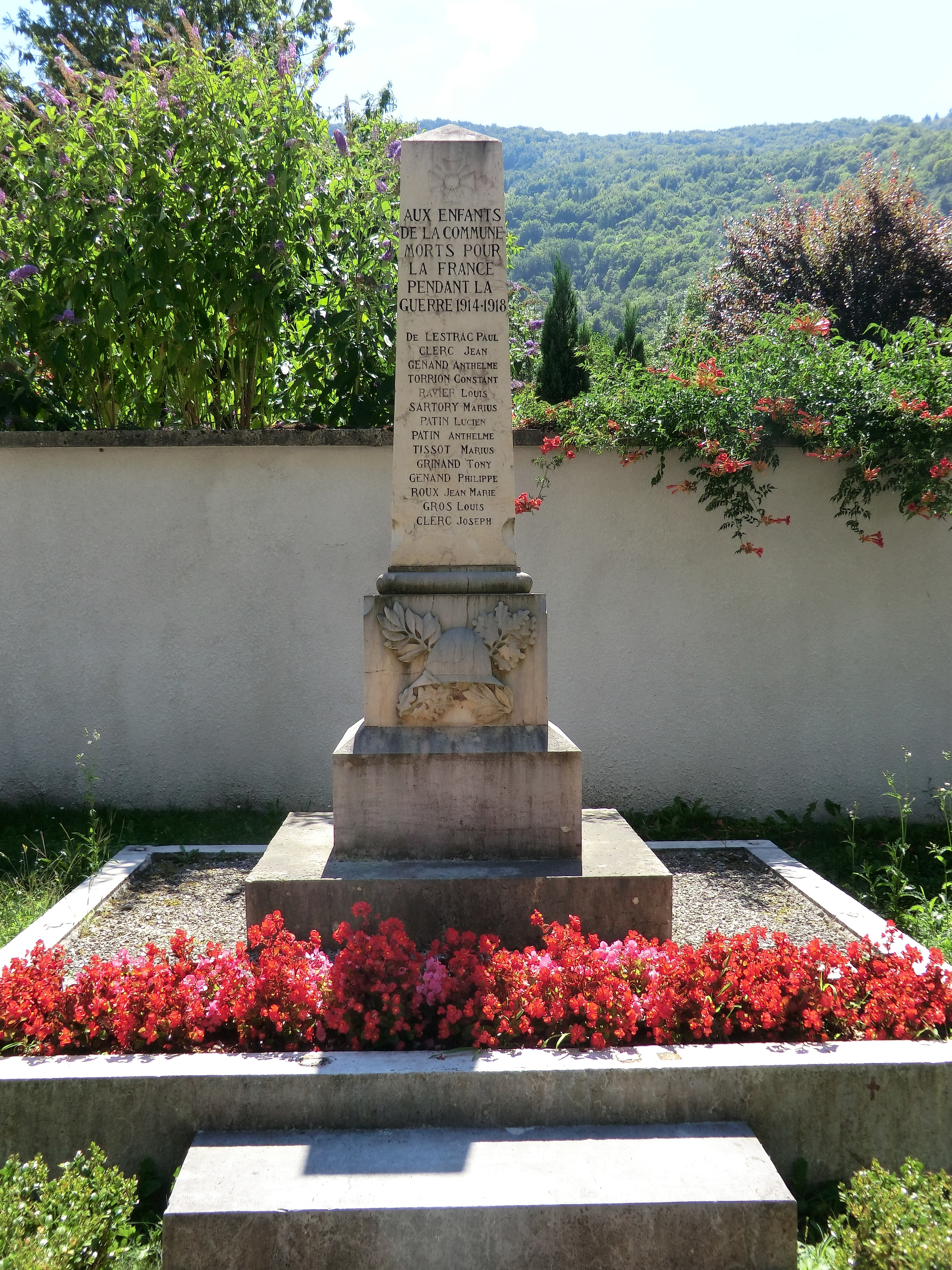
라뷔르방슈 위령비

## 같이 보기
- 앵 주의 코뮌 목록